# Temporada 1970 de Fórmula 1
La temporada 1970 de Fórmula 1 fue la 21a temporada del campeonato mundial de la FIA. El austriaco Jochen Rindt obtuvo el título de manera póstuma, la única ocasión en la historia de la Fórmula 1 en que esto ha ocurrido. Por otro lado, Lotus-Ford se quedó con el Campeonato de Constructores.

## Escuderías y pilotos
La siguiente tabla muestra los pilotos confirmados oficialmente por sus escuderías para el Mundial 1970 de Fórmula 1.
| Escudería                                                  | Chasis    | Chasis      | Motor                    | Neu. | Piloto               | Rondas         |
| ---------------------------------------------------------- | --------- | ----------- | ------------------------ | ---- | -------------------- | -------------- |
| Tyrrell Racing Organisation                                | Tyrrell   | 001         | Ford Cosworth DFV 3.0 V8 | D    | Jackie Stewart       | 11-13          |
| Tyrrell Racing Organisation                                | March     | 701         | Ford Cosworth DFV 3.0 V8 | D    | Jackie Stewart       | 1-10           |
| Tyrrell Racing Organisation                                | March     | 701         | Ford Cosworth DFV 3.0 V8 | D    | Johnny Servoz-Gavin  | 1-3            |
| Tyrrell Racing Organisation                                | March     | 701         | Ford Cosworth DFV 3.0 V8 | D    | François Cevert      | 5-13           |
| Equipe Matra Elf                                           | Matra     | MS120       | Matra MS12 3.0 V12       | G    | Jean-Pierre Beltoise | Todos          |
| Equipe Matra Elf                                           | Matra     | MS120       | Matra MS12 3.0 V12       | G    | Henri Pescarolo      | Todos          |
| Bruce McLaren Motor Racing                                 | McLaren   | M14A        | Ford Cosworth DFV 3.0 V8 | G    | Bruce McLaren        | 1-3            |
| Bruce McLaren Motor Racing                                 | McLaren   | M14A        | Ford Cosworth DFV 3.0 V8 | G    | Denny Hulme          | 1-3, 6-13      |
| Bruce McLaren Motor Racing                                 | McLaren   | M14A        | Ford Cosworth DFV 3.0 V8 | G    | Peter Gethin         | 5, 8-13        |
| Bruce McLaren Motor Racing                                 | McLaren   | M14A        | Ford Cosworth DFV 3.0 V8 | G    | Dan Gurney           | 5-7            |
| Bruce McLaren Motor Racing                                 | McLaren   | M7D M14D    | Alfa Romeo T33 3.0 V8    | G    | Andrea de Adamich    | 2-3, 5-12      |
| Bruce McLaren Motor Racing                                 | McLaren   | M7D M14D    | Alfa Romeo T33 3.0 V8    | G    | Nanni Galli          | 10             |
| Team Surtees                                               | McLaren   | M7C         | Ford Cosworth DFV 3.0 V8 | F    | John Surtees         | 1-3, 5         |
| Team Surtees                                               | Surtees   | TS7         | Ford Cosworth DFV 3.0 V8 | F    | John Surtees         | 7-13           |
| Team Surtees                                               | Surtees   | TS7         | Ford Cosworth DFV 3.0 V8 | F    | Derek Bell           | 12             |
| STP Corporation                                            | March     | 701         | Ford Cosworth DFV 3.0 V8 | F    | Mario Andretti       | 1-2, 7-9       |
| Gold Leaf Team Lotus Garvey Team Lotus World Wide Racing   | Lotus     | 49C 72B 72C | Ford Cosworth DFV 3.0 V8 | F    | Jochen Rindt         | 1-10           |
| Gold Leaf Team Lotus Garvey Team Lotus World Wide Racing   | Lotus     | 49C 72B 72C | Ford Cosworth DFV 3.0 V8 | F    | John Miles           | 1-10           |
| Gold Leaf Team Lotus Garvey Team Lotus World Wide Racing   | Lotus     | 49C 72B 72C | Ford Cosworth DFV 3.0 V8 | F    | Alex Soler-Roig      | 2, 4, 6        |
| Gold Leaf Team Lotus Garvey Team Lotus World Wide Racing   | Lotus     | 49C 72B 72C | Ford Cosworth DFV 3.0 V8 | F    | Emerson Fittipaldi   | 7-10, 12-13    |
| Gold Leaf Team Lotus Garvey Team Lotus World Wide Racing   | Lotus     | 49C 72B 72C | Ford Cosworth DFV 3.0 V8 | F    | Reine Wisell         | 12-13          |
| Rob Walker Racing Team Brooke Bond Oxo Racing - Rob Walker | Lotus     | 49C 72C     | Ford Cosworth DFV 3.0 V8 | F    | Graham Hill          | 1-8, 10-13     |
| Motor Racing Developments Ltd Auto Motor und Sport         | Brabham   | BT33        | Ford Cosworth DFV 3.0 V8 | G    | Jack Brabham         | Todos          |
| Motor Racing Developments Ltd Auto Motor und Sport         | Brabham   | BT33        | Ford Cosworth DFV 3.0 V8 | G    | Rolf Stommelen       | Todos          |
| March Engineering                                          | March     | 701         | Ford Cosworth DFV 3.0 V8 | F    | Chris Amon           | Todos          |
| March Engineering                                          | March     | 701         | Ford Cosworth DFV 3.0 V8 | F    | Jo Siffert           | Todos          |
| Scuderia Ferrari SpA SEFAC                                 | Ferrari   | 312B        | Ferrari 001 3.0 F12      | F    | Jacky Ickx           | Todos          |
| Scuderia Ferrari SpA SEFAC                                 | Ferrari   | 312B        | Ferrari 001 3.0 F12      | F    | Ignazio Giunti       | 4, 6, 9-10     |
| Scuderia Ferrari SpA SEFAC                                 | Ferrari   | 312B        | Ferrari 001 3.0 F12      | F    | Clay Regazzoni       | 5, 7-13        |
| Owen Racing Organisation Yardley Team BRM                  | BRM       | P153 P139   | BRM P142 3.0 V12         | D    | Jackie Oliver        | Todos          |
| Owen Racing Organisation Yardley Team BRM                  | BRM       | P153 P139   | BRM P142 3.0 V12         | D    | Pedro Rodríguez      | Todos          |
| Owen Racing Organisation Yardley Team BRM                  | BRM       | P153 P139   | BRM P142 3.0 V12         | D    | George Eaton         | 1-3, 5-7, 9-12 |
| Owen Racing Organisation Yardley Team BRM                  | BRM       | P153 P139   | BRM P142 3.0 V12         | D    | Peter Westbury       | 12             |
| Frank Williams Racing Cars                                 | De Tomaso | 505/38      | Ford Cosworth DFV 3.0 V8 | D    | Piers Courage        | 1-5            |
| Frank Williams Racing Cars                                 | De Tomaso | 505/38      | Ford Cosworth DFV 3.0 V8 | D    | Brian Redman         | 7-8            |
| Frank Williams Racing Cars                                 | De Tomaso | 505/38      | Ford Cosworth DFV 3.0 V8 | D    | Tim Schenken         | 9-12           |
| Team Gunston                                               | Lotus     | 49          | Ford Cosworth DFV 3.0 V8 | D    | John Love            | 1              |
| Team Gunston                                               | Brabham   | BT26A       | Ford Cosworth DFV 3.0 V8 | G    | Peter de Klerk       | 1              |
| Scuderia Scribante                                         | Lotus     | 49C         | Ford Cosworth DFV 3.0 V8 | F    | Dave Charlton        | 1              |
| Antique Automobiles Racing Team Colin Crabbe Racing        | March     | 701         | Ford Cosworth DFV 3.0 V8 | G    | Ronnie Peterson      | 3-8, 10-12     |
| Tom Wheatcroft Racing                                      | Brabham   | BT26A       | Ford Cosworth DFV 3.0 V8 | G    | Derek Bell           | 4              |
| Silvio Moser Racing Team                                   | Bellasi   | F1 70       | Ford Cosworth DFV 3.0 V8 | G    | Silvio Moser         | 5-6, 8-10      |
| Pete Lovely Volkswagen Inc.                                | Lotus     | 49B         | Ford Cosworth DFV 3.0 V8 | F    | Pete Lovely          | 5-7, 12        |
| Hubert Hahne                                               | March     | 701         | Ford Cosworth DFV 3.0 V8 | F    | Hubert Hahne         | 8              |
| Ecurie Bonnier                                             | McLaren   | M7C         | Ford Cosworth DFV 3.0 V8 | G    | Joakim Bonnier       | 10, 12         |
| Gus Hutchison                                              | Brabham   | BT26A       | Ford Cosworth DFV 3.0 V8 | G    | Gus Hutchison        | 12             |

## Resultados
| Carrera                           | Fecha            | Circuito               | Piloto ganador     | Constructor | Resultados |
| --------------------------------- | ---------------- | ---------------------- | ------------------ | ----------- | ---------- |
| Gran Premio de Sudáfrica          | 7 de marzo       | Kyalami                | Jack Brabham       | Brabham     | Resultados |
| Gran Premio de España             | 19 de abril      | Jarama                 | Jackie Stewart     | March       | Resultados |
| Gran Premio de Mónaco             | 10 de mayo       | Mónaco                 | Jochen Rindt       | Lotus       | Resultados |
| Gran Premio de Bélgica            | 7 de junio       | Spa-Francorchamps      | Pedro Rodríguez    | BRM         | Resultados |
| Gran Premio de los Países Bajos   | 21 de junio      | Zandvoort              | Jochen Rindt       | Lotus       | Resultados |
| Gran Premio de Francia            | 5 de julio       | Charade                | Jochen Rindt       | Lotus       | Resultados |
| Gran Premio de Gran Bretaña       | 18 de julio      | Brands Hatch           | Jochen Rindt       | Lotus       | Resultados |
| Gran Premio de Alemania           | 2 de agosto      | Hockenheimring         | Jochen Rindt       | Lotus       | Resultados |
| Gran Premio de Austria            | 16 de agosto     | Österreichring         | Jacky Ickx         | Ferrari     | Resultados |
| Gran Premio de Italia             | 6 de septiembre  | Monza                  | Clay Regazzoni     | Ferrari     | Resultados |
| Gran Premio de Canadá             | 20 de septiembre | Circuit Mont-Tremblant | Jacky Ickx         | Ferrari     | Resultados |
| Gran Premio de los Estados Unidos | 4 de octubre     | Watkins Glen           | Emerson Fittipaldi | Lotus       | Resultados |
| Gran Premio de México             | 25 de octubre    | Hermanos Rodríguez     | Jacky Ickx         | Ferrari     | Resultados |

## Clasificaciones

### Puntuaciones
| Posición | 1.º | 2.º | 3.º | 4.º | 5.º | 6.º |
| Puntos   | 9   | 6   | 4   | 3   | 2   | 1   |

- Se toman en cuenta 11 carreras: las 6 mejores de las 7 primeras, y las 5 mejores de las 6 últimas.

### Campeonato de Pilotos
| Pos. | Piloto               | RSA | ESP | MON | BEL | NED  | FRA | GBR | GER | AUT | ITA | CAN | USA | MEX | Puntos |
| ---- | -------------------- | --- | --- | --- | --- | ---- | --- | --- | --- | --- | --- | --- | --- | --- | ------ |
| 1    | Jochen Rindt         | 13  | Ret | 1   | Ret | 1    | 1   | 1   | 1   | Ret | DNS |     |     |     | 45     |
| 2    | Jacky Ickx           | Ret | Ret | Ret | 8   | 3    | Ret | Ret | 2   | 1   | Ret | 1   | 4   | 1   | 40     |
| 3    | Clay Regazzoni       |     |     |     |     | 4    |     | 4   | Ret | 2   | 1   | 2   | 13  | 2   | 33     |
| 4    | Denny Hulme          | 2   | Ret | 4   |     |      | 4   | 3   | 3   | Ret | 4   | Ret | 7   | 3   | 27     |
| 5    | Jackie Stewart       | 3   | 1   | Ret | Ret | 2    | 9   | Ret | Ret | Ret | 2   | Ret | Ret | Ret | 25     |
| 6    | Jack Brabham         | 1   | Ret | 2   | Ret | 11   | 3   | 2   | Ret | 13  | Ret | Ret | 10  | Ret | 25     |
| 7    | Pedro Rodríguez      | 9   | Ret | 6   | 1   | 10   | Ret | Ret | Ret | 4   | Ret | 4   | 2   | 6   | 23     |
| 8    | Chris Amon           | Ret | Ret | Ret | 2   | Ret  | 2   | 5   | Ret | 8   | 7   | 3   | 5   | 4   | 23     |
| 9    | Jean-Pierre Beltoise | 4   | Ret | Ret | 3   | 5    | 13  | Ret | Ret | 6   | 3   | 8   | Ret | 5   | 16     |
| 10   | Emerson Fittipaldi   |     |     |     |     |      |     | 8   | 4   | 15  | DNS |     | 1   | Ret | 12     |
| 11   | Rolf Stommelen       | Ret | Ret | DNQ | 5   | DNQ  | 7   | DNS | 5   | 3   | 5   | Ret | 12  | Ret | 10     |
| 12   | Henri Pescarolo      | 7   | Ret | 3   | 6   | 8    | 5   | Ret | 6   | 14  | Ret | 7   | 8   | 9   | 8      |
| 13   | Graham Hill          | 6   | 4   | 5   | Ret | NC   | 10  | 6   | Ret |     | DNS | NC  | Ret | Ret | 7      |
| 14   | Bruce McLaren        | Ret | 2   | Ret |     |      |     |     |     |     |     |     |     |     | 6      |
| 15   | Reine Wisell         |     |     |     |     |      |     |     |     |     |     |     | 3   | NC  | 4      |
| 16   | Mario Andretti       | Ret | 3   |     |     |      |     | Ret | Ret | Ret |     |     |     |     | 4      |
| 17   | Ignazio Giunti       |     |     |     | 4   |      | 14  |     |     | 7   | Ret |     |     |     | 3      |
| 18   | John Surtees         | Ret | Ret | Ret |     | 6    |     | Ret | 9   | Ret | Ret | 5   | Ret | 8   | 3      |
| 19   | John Miles           | 5   | DNQ | DNQ | Ret | 7    | 8   | Ret | Ret | Ret | DNS |     |     |     | 2      |
| 20   | Jackie Oliver        | Ret | Ret | Ret | Ret | Ret  | Ret | Ret | Ret | 5   | Ret | NC  | Ret | 7   | 2      |
| 21   | Johnny Servoz-Gavin  | Ret | 5   | DNQ |     |      |     |     |     |     |     |     |     |     | 2      |
| 22   | François Cevert      |     |     |     |     | Ret  | 11  | 7   | 7   | Ret | 6   | 9   | Ret | Ret | 1      |
| 23   | Peter Gethin         |     |     |     |     | Ret  |     |     | Ret | 10  | NC  | 6   | 14  | Ret | 1      |
| 24   | Dan Gurney           |     |     |     |     | Ret  | 6   | Ret |     |     |     |     |     |     | 1      |
| 25   | Derek Bell           |     |     |     | Ret |      |     |     |     |     |     |     | 6   |     | 1      |
| NC   | Jo Siffert           | 10  | DNQ | 8   | 7   | Ret  | Ret | Ret | 8   | 9   | Ret | Ret | 9   | Ret | 0      |
| NC   | Ronnie Peterson      |     |     | 7   | NC  | 9    | Ret | 9   | Ret |     | Ret | NC  | 11  |     | 0      |
| NC   | Andrea de Adamich    |     | DNQ | DNQ |     | DNQ  | NC  | DNS | DNQ | 12  | 8   | Ret | DNQ |     | 0      |
| NC   | John Love            | 8   |     |     |     |      |     |     |     |     |     |     |     |     | 0      |
| NC   | George Eaton         | Ret | DNQ | DNQ |     | Ret  | 12  | Ret |     | 11  | Ret | 10  | Ret |     | 0      |
| NC   | Peter de Klerk       | 11  |     |     |     |      |     |     |     |     |     |     |     |     | 0      |
| NC   | Dave Charlton        | 12  |     |     |     |      |     |     |     |     |     |     |     |     | 0      |
| NC   | Piers Courage        | Ret | DNS | NC  | Ret | Ret† |     |     |     |     |     |     |     |     | 0      |
| NC   | Tim Schenken         |     |     |     |     |      |     |     |     | Ret | Ret | NC  | Ret |     | 0      |
| NC   | Pete Lovely          |     |     |     |     | DNQ  | DNQ | NC  |     |     |     |     | DNQ |     | 0      |
| NC   | Silvio Moser         |     |     |     |     | DNQ  | DNQ |     | DNQ | Ret | DNQ |     |     |     | 0      |
| NC   | Jo Bonnier           |     |     |     |     |      |     |     |     |     | DNQ |     | Ret |     | 0      |
| NC   | Gus Hutchison        |     |     |     |     |      |     |     |     |     |     |     | Ret |     | 0      |
| NC   | Alex Soler-Roig      |     | DNQ |     | DNS |      | DNQ |     |     |     |     |     |     |     | 0      |
| NC   | Brian Redman         |     |     |     |     |      |     | DNS | DNQ |     |     |     |     |     | 0      |
| NC   | Hubert Hahne         |     |     |     |     |      |     |     | DNQ |     |     |     |     |     | 0      |
| NC   | Nanni Galli          |     |     |     |     |      |     |     |     |     | DNQ |     |     |     | 0      |
| NC   | Peter Westbury       |     |     |     |     |      |     |     |     |     |     |     | DNQ |     | 0      |
| Pos. | Piloto               | RSA | ESP | MON | BEL | NED  | FRA | GBR | GER | AUT | ITA | CAN | USA | MEX | Puntos |

| Color      | Resultado                          |
| ---------- | ---------------------------------- |
| Oro        | Ganador                            |
| Plata      | 2.º puesto                         |
| Bronce     | 3.er puesto                        |
| Verde      | Finalizó en los puntos             |
| Azul       | Finalizó sin puntos                |
| Azul       | NC - No clasificado                |
| Violeta    | Ret - No terminó                   |
| Rojo       | DNQ - No se clasificó              |
| Rojo       | DNPQ - No se preclasificó          |
| Negro      | DSQ - Descalificado                |
| Blanco     | DNS - No empezó                    |
| Blanco     | WD - Retirado                      |
| Blanco     | C - Carrera cancelada              |
| Azul claro | TD - Entrenamientos libres (2003-) |
| Sin color  | DNP - Inscrito, pero no participó  |
| Sin color  | INJ - Inscrito, pero lesionado     |
| Sin color  | EX - Excluido                      |

| Estado  | Resultado                                                                             |
| ------- | ------------------------------------------------------------------------------------- |
| Negrita | Pole position                                                                         |
| Cursiva | Vuelta rápida                                                                         |
| 1-8     | Posiciones puntuables de clasificación sprint (2021-)                                 |
| †       | No acabó el Gran Premio, pero fue clasificado ya que completó el porcentaje necesario |
| ‡       | Monoplaza compartido                                                                  |
| ~       | Se otorgó la mitad de puntos ya que no se cumplió con el 75% de la carrera            |
| ≠       | No obtuvo puntos ya que era piloto invitado                                           |
| F2      | Inscrito para carrera de Fórmula 2, no sumaba puntos                                  |

#### Estadísticas del Campeonato de Pilotos
| Pos. | Piloto               | Escudería | Puntos | Victorias | Podios | Poles |
| ---- | -------------------- | --------- | ------ | --------- | ------ | ----- |
| 1    | Jochen Rindt         |           | 45     | 5         | 5      | 3     |
| 2    | Jacky Ickx           |           | 40     | 3         | 5      | 4     |
| 3    | Clay Regazzoni       |           | 33     | 1         | 4      | 1     |
| 4    | Denny Hulme          |           | 27     |           | 4      |       |
| 5    | Jack Brabham         |           | 25     | 1         | 4      | 1     |
| 6    | Jackie Stewart       |           | 25     | 1         | 4      | 4     |
| 7    | Chris Amon           |           | 23     |           | 3      |       |
| 8    | Pedro Rodríguez      |           | 23     | 1         | 2      |       |
| 9    | Jean Pierre Beltoise |           | 16     |           | 2      |       |
| 10   | Emerson Fittipaldi   |           | 12     | 1         | 1      |       |
| 11   | Rolf Stommelen       |           | 10     |           | 1      |       |
| 12   | Henri Pescarolo      |           | 8      |           | 1      |       |
| 13   | Graham Hill          |           | 7      |           |        |       |
| 14   | Bruce McLaren        |           | 6      |           | 1      |       |
| 15   | Mario Andretti       |           | 4      |           | 1      |       |
| 16   | Reine Wisell         |           | 4      |           | 1      |       |
| 17   | John Surtees         |           | 3      |           |        |       |
| 18   | Ignazio Giunti       |           | 3      |           |        |       |
| 19   | John Miles           |           | 2      |           |        |       |
| 20   | Johnny Servoz-Gavin  |           | 2      |           |        |       |
| 21   | Jackie Oliver        |           | 2      |           |        |       |
| 22   | Peter Gethin         |           | 1      |           |        |       |
| 23   | François Cevert      |           | 1      |           |        | 1     |
| 24   | Derek Bell           |           | 1      |           |        |       |
| 25   | Dan Gurney           |           | 1      |           |        |       |
| NC   | Nanni Galli          |           |        |           |        |       |
| NC   | Silvio Moser         |           |        |           |        |       |
| NC   | Ronnie Peterson      |           |        |           |        |       |
| NC   | Tim Schenken         |           |        |           |        |       |
| NC   | Alex Soler-Roig      |           |        |           |        |       |
| NC   | Piers Courage        |           |        |           |        |       |
| NC   | Peter Westbury       |           |        |           |        |       |
| NC   | Andrea de Adamich    |           |        |           |        |       |
| NC   | Peter de Klerk       |           |        |           |        |       |
| NC   | George Eaton         |           |        |           |        |       |
| NC   | Brian Redman         |           |        |           |        |       |
| NC   | Hubert Hahne         |           |        |           |        |       |
| NC   | Dave Charlton        |           |        |           |        |       |
| NC   | John Love            |           |        |           |        |       |
| NC   | Gus Hutchison        |           |        |           |        |       |
| NC   | Jo Siffert           |           |        |           |        |       |
| NC   | Jo Bonnier           |           |        |           |        |       |
| NC   | Pete Lovely          |           |        |           |        |       |

### Campeonato de Constructores
| Pos. | Constructor        | RSA | ESP | MON | BEL | NED | FRA | GBR | GER | AUT | ITA | CAN | USA | MEX | Puntos  |
| ---- | ------------------ | --- | --- | --- | --- | --- | --- | --- | --- | --- | --- | --- | --- | --- | ------- |
| 1    | Lotus-Ford         | 5   | 4   | 1   | Ret | 1   | 1   | 1   | 1   | 15  | DNS | NC  | 1   | NC  | 59      |
| 2    | Ferrari            | Ret | Ret | Ret | 4   | 3   | 14  | 4   | 2   | 1   | 1   | 1   | (4) | 1   | 52 (55) |
| 3    | March-Ford         | 3   | 1   | 7   | 2   | 2   | 2   | 5   | 7   | 8   | 2   | 3   | 5   | 4   | 48      |
| 4    | Brabham-Ford       | 1   | Ret | 2   | 5   | 11  | 3   | 2   | 5   | 3   | 5   | Ret | 10  | Ret | 35      |
| 5    | McLaren-Ford       | 2   | 2   | 4   |     | 6   | 4   | 3   | 3   | 10  | 4   | 6   | 7   | 3   | 35      |
| 6    | BRM                | 9   | Ret | 6   | 1   | 10  | 12  | Ret | Ret | 4   | Ret | 4   | 2   | 6   | 23      |
| 7    | Matra              | 4   | Ret | 3   | 3   | 5   | 5   | Ret | 6   | 6   | 3   | 7   | 8   | 5   | 23      |
| 8    | Surtees-Ford       |     |     |     |     |     |     | Ret | 9   | Ret | Ret | 5   | 6   | 8   | 3       |
| NC   | McLaren-Alfa Romeo |     | DNQ | DNQ |     | DNQ | NC  | DNS | DNQ | 12  | 8   | Ret | DNQ |     | 0       |
| NC   | De Tomaso-Ford     | Ret | DNS | NC  | Ret | Ret |     | DNS | DNQ | Ret | Ret | NC  | Ret |     | 0       |
| NC   | Tyrrell-Ford       |     |     |     |     |     |     |     |     |     | DNS | Ret | Ret | Ret | 0       |
| NC   | Bellasi-Ford       |     |     |     |     | DNQ | DNQ |     | DNQ | Ret | DNQ |     |     |     | 0       |
| Pos. | Constructor        | RSA | ESP | MON | BEL | NED | FRA | GBR | GER | AUT | ITA | CAN | USA | MEX | Puntos  |

| Color      | Resultado                          |
| ---------- | ---------------------------------- |
| Oro        | Ganador                            |
| Plata      | 2.º puesto                         |
| Bronce     | 3.er puesto                        |
| Verde      | Finalizó en los puntos             |
| Azul       | Finalizó sin puntos                |
| Azul       | NC - No clasificado                |
| Violeta    | Ret - No terminó                   |
| Rojo       | DNQ - No se clasificó              |
| Rojo       | DNPQ - No se preclasificó          |
| Negro      | DSQ - Descalificado                |
| Blanco     | DNS - No empezó                    |
| Blanco     | WD - Retirado                      |
| Blanco     | C - Carrera cancelada              |
| Azul claro | TD - Entrenamientos libres (2003-) |
| Sin color  | DNP - Inscrito, pero no participó  |
| Sin color  | INJ - Inscrito, pero lesionado     |
| Sin color  | EX - Excluido                      |

| Estado  | Resultado                                                                             |
| ------- | ------------------------------------------------------------------------------------- |
| Negrita | Pole position                                                                         |
| Cursiva | Vuelta rápida                                                                         |
| 1-8     | Posiciones puntuables de clasificación sprint (2021-)                                 |
| †       | No acabó el Gran Premio, pero fue clasificado ya que completó el porcentaje necesario |
| ‡       | Monoplaza compartido                                                                  |
| ~       | Se otorgó la mitad de puntos ya que no se cumplió con el 75% de la carrera            |
| ≠       | No obtuvo puntos ya que era piloto invitado                                           |
| F2      | Inscrito para carrera de Fórmula 2, no sumaba puntos                                  |

### Estadísticas del Campeonato de Constructores
| Pos. | Constructor        | Puntos  | Victorias | Podios | Poles |
| ---- | ------------------ | ------- | --------- | ------ | ----- |
| 1    | Lotus-Ford         | 59      | 6         | 7      | 5     |
| 2    | Ferrari            | 52 (55) | 4         | 9      | 3     |
| 3    | March-Ford         | 48      | 1         | 8      | 4     |
| 4    | Brabham-Ford       | 35      | 1         | 5      | 1     |
| 5    | McLaren-Ford       | 35      |           | 5      |       |
| 6    | BRM                | 23      | 1         | 2      |       |
| 7    | Matra              | 23      |           | 3      |       |
| 8    | Surtees-Ford       | 3       |           |        |       |
| NC   | McLaren-Alfa Romeo |         |           |        |       |
| NC   | Tyrrell-Ford       |         |           |        |       |
| NC   | Bellasi-Ford       |         |           |        |       |
| NC   | De Tomaso-Ford     |         |           |        |       |

## Carreras fuera del campeonato
En 1970 se realizaron tres carreras de Fórmula 1 no puntuables para el campeonato mundial.
| Carrera                   | Circuito     | Fecha        | Piloto ganador | Constructor ganador | Resultados |
| ------------------------- | ------------ | ------------ | -------------- | ------------------- | ---------- |
| Carrera de Campeones      | Brands Hatch | 22 de marzo  | Jackie Stewart | March-Cosworth      | Resultados |
| BRDC International Trophy | Silverstone  | 26 de abril  | Chris Amon     | March-Cosworth      | Resultados |
| International Gold Cup    | Oulton Park  | 22 de agosto | John Surtees   | Surtees-Cosworth    | Resultados |